# ブラジル (映画)
『ブラジル』（Brazil, 別題: Stars and Guitars ）は、1944年のアメリカ合衆国のミュージカル・コメディ映画である、

## キャスト
- ティト・グィザー（英語版）
- ヴァージニア・ブルース
- エドワード・エヴェレット・ホートン（英語版）
- ロバート・リヴイングストン（英語版）
- ヴェロス&ヨランダ（英語版）
- フォーチュニオ・ボナノヴァ（英語版）
- リチャード・レイン
- フランク・パグリア（英語版）
- オーロラ・ミランダ（英語版）
- ヘンリー・ダ・シルヴァ

## ノミネート
| 賞           | 年                 | 部門                                                                      | 結果       |
| ------------ | ------------------ | ------------------------------------------------------------------------- | ---------- |
| アカデミー賞 | ミュージカル音楽賞 | ウォルター・シャーフ                                                      | ノミネート |
| アカデミー賞 | 歌曲賞             | "Rio de Janeiro" - アリー・バーローゾ（作曲）、ネッド・ワシントン（作詞） | ノミネート |
| アカデミー賞 | 録音賞             | ダニエル・J・ブルームバーグ                                               | ノミネート |